# NGC 5619
NGC 5619 (ook: NGC 5619A) is een spiraalvormig sterrenstelsel in het sterrenbeeld Maagd. Het hemelobject werd op 10 april 1828 ontdekt door de Britse astronoom John Herschel.

## Synoniemen
- VV 408
- UGC 9255
- IRAS 14248+0501
- MCG 1-37-12
- ZWG 47.44
- PGC 51610